# Festival Internacional de Cinema de Tessalònica

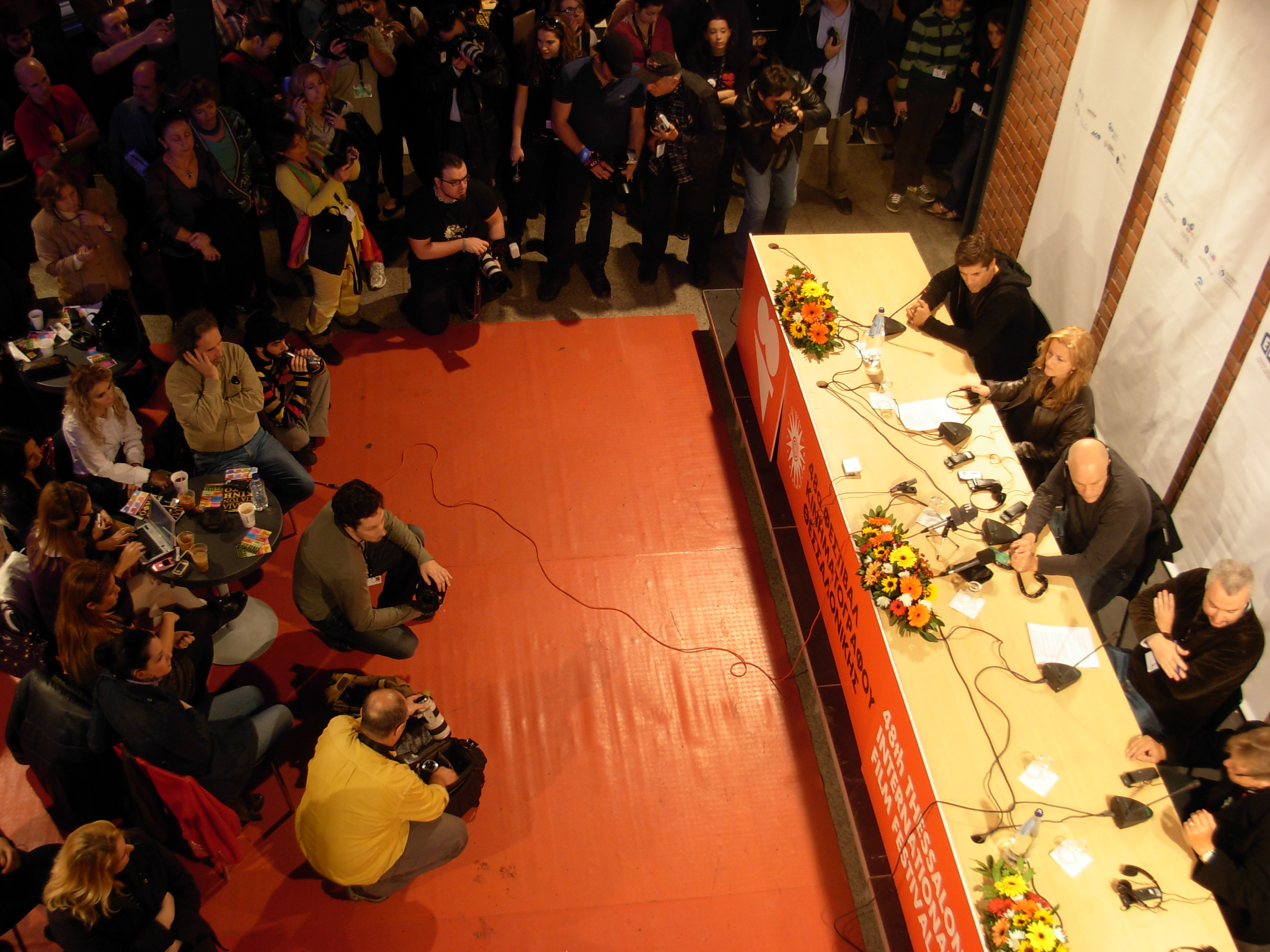
Conferència de premsa amb John Malkovich i el director del festival, Georges Corraface, el 2007

El Festival Internacional de Cinema de Tessalònica és una trobada cinematogràfica que se celebra anualment a la ciutat de Tessalònica, Grècia. Començà el 1960 com a festival grec fins que a partir del 1992 es va convertir en internacional i passà a ser un dels principals dels Balcans, centrat en directors nous i emergents.
El programa inclou una secció internacional, un panorama de cinema grec, una visió dels països balcànics i diverses retrospectives de cineastes. Atorga diversos premis, el principal dels quals és l'Alexandre d'Or al millor llargmetratge.

## Guanyadors de l'Alexandre d'Or
| Any  | Pel·lícula           | Director                    | País              |
| ---- | -------------------- | --------------------------- | ----------------- |
| 1992 | Orlando              | Sally Potter                | Regne Unit        |
| 1992 | Dance in the Night   | Aleko Tsabadze              | Geòrgia           |
| 1993 | Απ' το χιόνι         | Sotiris Goritsas            | Grècia            |
| 1994 | 冬春的日子           | Wang Xiaoshuai              | Xina              |
| 1995 | 郵差                 | He Jianjun                  | Xina              |
| 1996 | Brothers in Trouble  | Udayan Prasad               | Regne Unit        |
| 1997 | Road to Nhill        | Sue Brooks                  | Austràlia         |
| 1998 | Fishes in August     | Yōichirō Takahashi          | Japó              |
| 1999 | 洗澡                 | Zhang Yang                  | Xina              |
| 2000 | Last Resort          | Paweł Pawlikowski           | Regne Unit        |
| 2001 | Tirana, année zéro   | Fatmir Koçi                 | Albània           |
| 2002 | Woman of Water       | Hidenori Sugimori           | Japó              |
| 2002 | สุดเสน่หา              | Apichatpong Weerasethakul   | Tailàndia         |
| 2003 | The Last Train       | Aleksei German              | Rússia            |
| 2004 | Bitter Dream         | Mohsen Amiryousefi          | Iran              |
| 2005 | Een ander zijn geluk | Fien Troch                  | Bèlgica           |
| 2006 | 가족의 탄생          | Kim Tae-yong                | Corea del Sud     |
| 2007 | 紅色康拜因           | Cai Shangjun                | Xina              |
| 2008 | Over There           | Abdolreza Kahani            | Iran              |
| 2009 | Ajami                | Scandar Copti i Yaron Shani | Israel / Alemanya |
| 2010 | Periferic            | Bogdan George Apetri        | Romania           |
| 2011 | Twilight Portrait    | Angelina Nikonova           | Rússia            |
| 2012 | Kapringen            | Tobias Lindholm             | Dinamarca         |
| 2013 | La jaula de oro      | Diego Quemada-Díez          | Mèxic             |
| 2014 | Perpetual Sadness    | Jorge Pérez Solano          | Mèxic             |